# Labidostomis pallidipennis
Labidostomis pallidipennis là một loài bọ cánh cứng trong họ Chrysomelidae. Loài này được Gebler miêu tả khoa học năm 1830.